# Vuelta al Táchira 1974
La 9.ª edición de la Vuelta al Táchira se disputó desde el 13 hasta el 22 de enero de 1974.
Perteneció al calendario de la Federación Venezolana de Ciclismo. El recorrido contó con 10 etapas y 1304 km, transitando por los estados Barinas, Portuguesa, Mérida y Táchira.
El ganador fue el colombiano Álvaro Pachón del equipo Selección de Colombia, quien fue escoltado en el podio por Juan Morales y Carlos Siachoque.
Las clasificaciones secundarias fueron; Juan Morales ganó la clasificación por puntos, Álvaro Pachón la montaña, el sprints para Carlos Cardet, y la clasificación por equipos la ganó Selección de Colombia.

## Equipos participantes
Participaron varios equipos conformados por entre 6 y 8 corredores, con equipos de Venezuela, Cuba, Suiza y Colombia.
| - Club Martell - Leche Táchira - Lotería del Táchira - Selección de Táchira - Selección de Barinas - Selección de Trujillo - Selección de Guárico | - Selección de Colombia - Selección de Suiza - Selección de Cuba |

## Etapas
| Etapa | Fecha       | Recorrido                     | Km  | Ganador          | Lider           |
| 1ª    | 13 de enero | Circuito en San Cristóbal     | 90  | Santos Bermúdez  | Santos Bermúdez |
| 2ª    | 14 de enero | San Cristóbal - Santa Bárbara | 150 | Jorge Gonzalez   | Santos Bermúdez |
| 3ª A  | 15 de enero | CRI de Barinas a Barrancas    | 23  | José Prieto      | Santos Bermúdez |
| 3ª B  | 15 de enero | Barrancas - Guanare           | 73  | Santos Bermúdez  | Santos Bermúdez |
| 4ª    | 16 de enero | Biscucuy - Valera             | 163 | Carlos Siachoque | Álvaro Pachón   |
| 5ª    | 17 de enero | Valera - El Vigía             | 170 | Carlos Cardet    | Álvaro Pachón   |
| 6ª    | 18 de enero | El Vigía - Mérida             | 146 | Cirilo Correa    | Álvaro Pachón   |
| 7ª    | 19 de enero | Mérida - Tovar                | 97  | Juan Morales     | Álvaro Pachón   |
| 8ª    | 20 de enero | Tovar - La Grita              | 140 | Juan Morales     | Álvaro Pachón   |
| 9ª    | 21 de enero | La Grita - Rubio              | 139 | Carlos Siachoque | Álvaro Pachón   |
| 10.ª  | 22 de enero | Rubio - San Cristóbal         | 130 | Juan Morales     | Álvaro Pachón   |

## Clasificaciones

### Clasificación general
| Posición | Ciclista         | Equipo                | Tiempo     |
|          | Álvaro Pachón    | Selección de Colombia | 34:29:50   |
| 2º       | Juan Morales     | Selección de Colombia | + 00:00:05 |
| 3º       | Carlos Siachoque | Selección de Colombia | + 00:02:35 |
| 4º       | Cirilo Correa    | Selección de Guárico  | + 00:09:47 |
| 5º       | Santos Bermúdez  | Club Martell          | + 00:09:53 |
| 6º       | Víctor Rubiano   | Club Martell          | + 00:11:53 |
| 7º       | Ramón Ramírez    | Selección de Trujillo | + 00:11:56 |
| 8º       | Ramón Noriega    | Lotería del Táchira   | + 00:13:33 |
| 9º       | Aldo Arencibia   | Selección de Cuba     | + 00:13:36 |
| 10º      | Nicolás Reidtler | Leche Táchira         | + 00:16:54 |

### Clasificación por puntos
| Posición | Ciclista         | Equipo                | Puntos |
|          | Juan Morales     | Selección de Colombia | 83     |
| 2°       | Carlos Siachoque | Selección de Colombia | 64     |
| 3°       | Bandera de ?     | Bandera de ?          |        |

### Clasificación de la montaña
| Posición | Ciclista       | Equipo                | Puntos |
|          | Álvaro Pachón  | Selección de Colombia | 55     |
| 2°       | Jorge Gonzalez | Selección de Colombia | 40     |
| 3°       | Bandera de ?   | Bandera de ?          |        |

### Clasificación de los sprints
| Posición | Ciclista      | Equipo            | Puntos |
|          | Carlos Cardet | Selección de Cuba | 115    |
| 2°       | Luís Vivas    | Club Martell      | 69     |
| 3°       | Bandera de ?  | Bandera de ?      |        |

### Clasificación sub-23
| Posición | Ciclista     | Equipo       | Tiempo |
|          | Bandera de ? | Bandera de ? |        |
| 2°       | Bandera de ? | Bandera de ? |        |
| 3°       | Bandera de ? | Bandera de ? |        |

### Clasificación por equipos
| Posición | Equipo                | Tiempo       |
|          | Selección de Colombia | Bandera de ? |
| 2°       | Club Martell          | Bandera de ? |
| 3°       | Leche Táchira         | Bandera de ? |